# پرونده‌های گم‌شده شرلوک هلمز

پرونده‌های گم‌شده شرلوک هلمز (به انگلیسی: The Lost Files of Sherlock Holmes) یک سری بازی ماجراجویی است که توسط مایتوس سافت‌ور توسعه یافته و توسط الکترونیک آرتز در دههٔ ۱۹۹۰ توزیع شده‌است. این سری شامل دو بازی «پروندهٔ چاقوی دندانه‌دار» (۱۹۹۲) و «پروندهٔ خالکوبی رز» (۱۹۹۶) است.